# Hearne
Hearne è una città della contea di Robertson, Texas, Stati Uniti. Al censimento del 2010, la popolazione era di 4.459 abitanti.

## Geografia fisica
Secondo lo United States Census Bureau, ha un'area totale di 4,12 mi² (10,67 km²).

## Società

### Evoluzione demografica
Secondo il censimento del 2010, la popolazione era di 4.459 abitanti.

### Etnie e minoranze straniere
Secondo il censimento del 2010, la composizione etnica della città era formata dal 36,7% di bianchi, il 44,1% di afroamericani, lo 0,6% di nativi americani, lo 0,2% di asiatici, lo 0,0% di oceanici, il 15,4% di altre razze, e il 2,9% di due o più etnie. Ispanici o latinos di qualunque razza erano il 35,4% della popolazione.